# Flèche (voile)
Pour les articles homonymes, voir Flèche.

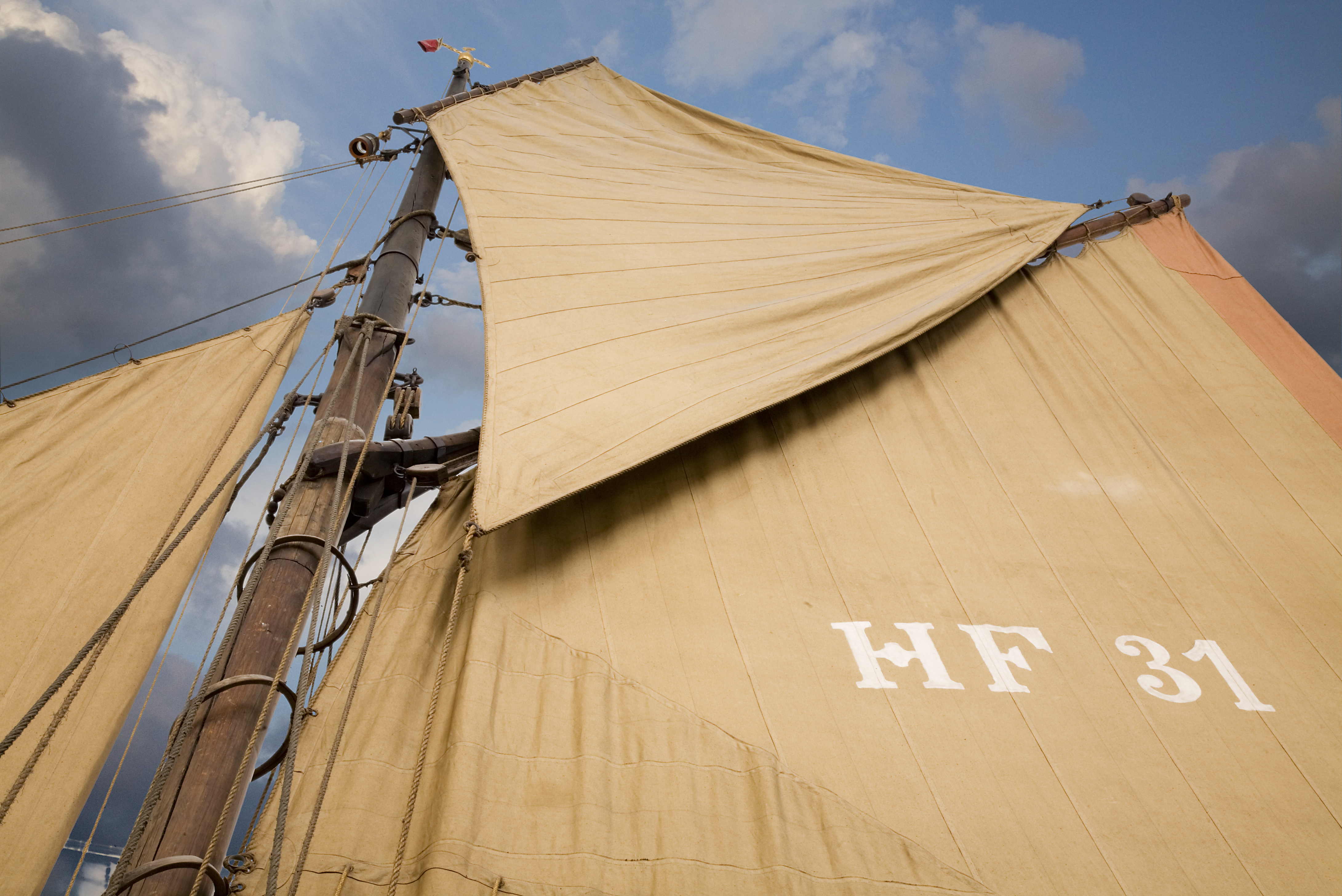
Détail d'un flèche

Sur les gréements à voiles auriques, un flèche (nom masculin), ou « flèche en cul », est une voile d'étai légère déployée sur le mât arrière (artimon ou grand-mât), établie sur un mât de flèche au-dessus d'une brigantine (grand-voile sur les goélettes), ou d'une voile basse aurique (voile au tiers, voile à corne...), de forme triangulaire ou carrée.
Les termes anglais sont gaff topsail ou ring tail.
On distingue parfois le petit flèche et le grand flèche. Le premier est triangulaire et s'établit entre la corne et la partie haute du mât, en général sans utiliser d'espar supplémentaire mobile, le Second (grand flèche) est de forme trapézoïdale, il est envergué sur un espar léger qui dépasse le mât (le bâton de flèche) et est parfois doté d'un second espar (un balestron) sur la moitié du côté inférieur pour projeter son point d'écoute plus loin que l'extrémité de la corne.

## Gréement disposant d'un flèche

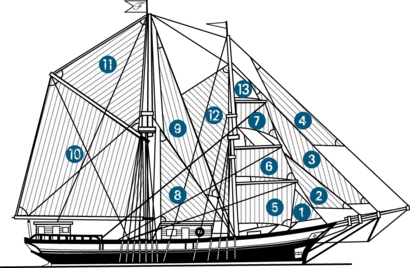
Le flèche correspond à la voile n°11 sur ce brick-goelette

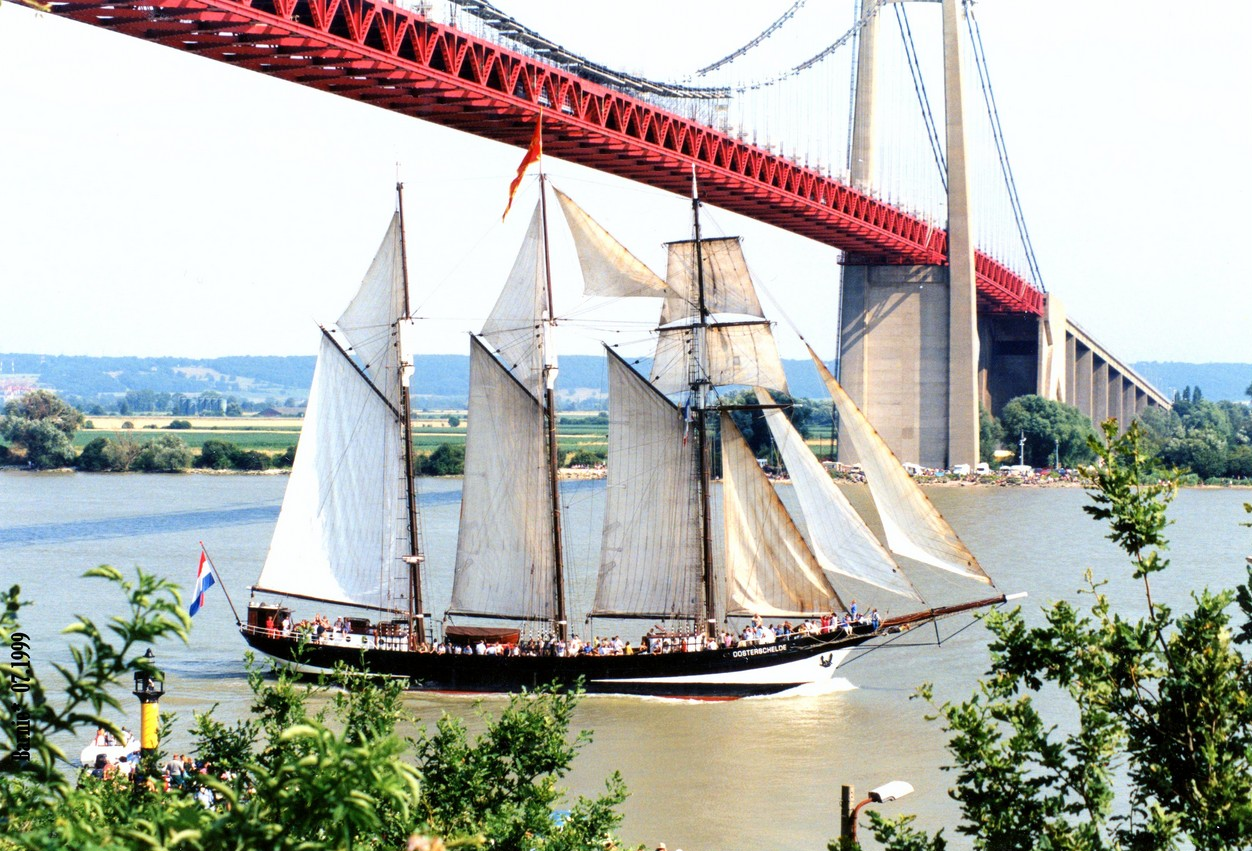
LOosterschelde est une goélette trois mâts à double huniers (voiles carrées sur le haut du mat avant). Les deux mâts arrières portent chacun à leur sommet, une petite voile triangulaire appelée "flèche".

On retrouve ce type de voiles sur les mâts à gréements auriques :

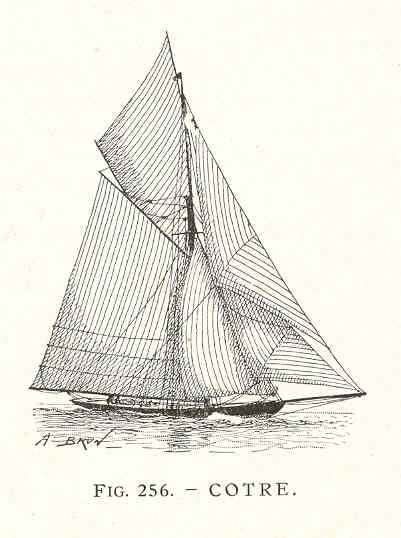
Un cotre avec un flèche au sommet du mât au-dessus de la brigantine.

- Brick Goelette
- Trois-mâts barque
- Trois-mâts goélette
- Goelette à hunier
- Goélette
- Ketch
- Cotre

## Rôle et utilisation
Le flèche est une voile de petit temps qui agit en conférant un supplément de propulsion à un voilier à gréement aurique (comme les bonnettes sur les voiliers à voiles carrées).
Sur certains grands cotres de régates du début et du milieu du XXe siècle (comme les Shamrock de Sir Thomas Lipton) le flèche avait un second effet : celui de provoquer une gîte favorable à la vitesse. Ces voiliers (disputant à l'époque la célèbre Coupe de l'America) étaient jaugés  et se voyaient attribuer des  handicaps en fonction de la longueur à la flottaison. Pour tourner le règlement les architectes navals de l'époque (Nathanael Herreshoff, William Fife, GL Watson, etc.) dotaient ces bateaux de projections de coque immenses, les élancements. Ceux ci, immergés à partir d'un certain degré de gite augmentaient considérablement la longueur de flottaison et partant, la vitesse critique limite de la carène (pour des bateaux lourds, incapables de planer) qui est fonction de la racine carrée de la longueur de flottaison.

Son utilisation est délicate (son affalage en particulier, qui peut être dangereux ) et on l'établit, en course, en fonction des conditions météo prévisibles le plus tard possible avant le départ de la course, comme le conseillait Manfred Curry dans son ouvrage de référence.

Lors des régates du cent cinquantenaire de la Société des régates du Havre, disputées en 1998 devant le cap de la Hève par bonne brise fraîchissante, les organisateurs avaient invité les deux dernières "Hirondelles de la Manche" encore en état de naviguer, les cotres pilote Marie-Fernand (sous pavillon français) et Jolie Brise, construit en France mais aujourd'hui géré par une fondation britannique.
Les Français osèrent le flèche, les Anglais, plus réalistes, le conservèrent prudemment rangé à plat pont... Bien leur en prit car sur un parcours triangulaire relativement petit (il y avait de très nombreux petits voiliers, y compris des dériveurs légers), le Marie Fernand, gîté à bloc se révéla difficile à manœuvrer et "ramassa les balais" face à son adversaire plus prudent, qui l'emporta haut la main.